# باول تورنر (قس)
باول تورنر (بالإنجليزية: Paul Turner)‏ هو قس أمريكي، ولد في 10 فبراير 1923، وتوفي في 18 ديسمبر 1980.